# ダウンレギュレーションとアップレギュレーション
生物の遺伝子産物の産生という生物学的文脈では、ダウンレギュレーション（英: downregulation）または発現低下、下方制御、下向き調節とは、外部からの刺激に応答して、細胞がRNAやタンパク質などの細胞成分の量を減少させるプロセスのことである。このような成分の増加を伴う相補的プロセスは、アップレギュレーション（英: upregulation）または発現上昇、上方制御、上向き調節と呼ぶ。
ダウンレギュレーションの例は、ホルモンや神経伝達物質などの分子によって特定の受容体が活性化されると、その受容体の発現が細胞内で減少し、その分子に対する細胞の感度が低下することが挙げられる。これは、局所的に作用するネガティブフィードバックメカニズムの例である。
アップレギュレーションの例は、ダイオキシンのような生体異物の分子に暴露された肝細胞の応答である。この状況では、細胞はシトクロムP450酵素の産生を増加させ、次にそれらがダイオキシン分子の分解を増加させる。
RNAやタンパク質のダウンレギュレーションやアップレギュレーションは、エピジェネティックな変化によっても生じることがある。体細胞系列において、エピジェネティックな変化は、永久的または半永久的に続く可能性がある。このようなエピジェネティックな変化によって、RNAやタンパク質の発現が、外部からの刺激に応答しなくなることがある。これは、たとえば、薬物依存症または癌への進行中に起こる。

## 受容体のダウンレギュレーションとアップレギュレーション
すべての生細胞は、細胞膜の外側から発生するシグナル（信号）を受信して処理する能力を持っている。これは、細胞膜に埋め込まれた細胞表面にあることが多い受容体と呼ばれるタンパク質によって行われる。そのようなシグナルと受容体が相互作用するとき、細胞の分裂や死滅、物質の生成、細胞の中へ出入りするなど、事実上、細胞に何かを指示する。細胞が化学的なメッセージに応答する能力は、そのメッセージに同調する受容体の存在に依存する。メッセージに同調する受容体が多ければ多いほど、細胞はそのメッセージに応答する。
受容体は、細胞のDNA内の命令から作成または発現して、シグナルが弱いときには増加（アップレギュレート）し、強いときには減少（ダウンレギュレート）する。また、受容体のレベルは、細胞が必要としなくなった受容体を分解するシステムを調節することで、アップレギュレートまたはダウンレギュレートさせることができる。
受容体のダウンレギュレーションは、受容体が慢性的に過剰な量のリガンド、すなわち内因性メディエーターまたは外因性薬物のいずれかに曝露された場合にも起こる可能性がある。その結果、その受容体のリガンド誘導性脱感作または内在化が引き起こされる。これは通常、動物のホルモン受容体によく見られる。一方、受容体のアップレギュレーションは、特にアンタゴニストへの反復暴露や、リガンドの長期不在の後に、過感作細胞をもたらす可能性がある。
一部の受容体アゴニストはそれぞれの受容体のダウンレギュレーションを引き起こす可能性がある一方、ほとんどの受容体アンタゴニストは、それぞれの受容体を一時的にアップレギューレートさせる。このような変化による不平衡状態は、薬物の長期使用を中止したときにしばしば離脱症状を引き起こす。ただし、ある種の受容体アンタゴニストの使用は、受容体を損傷する可能性もある。
アップレギュレーションやダウンレギュレーションはまた、毒素またはホルモンへの応答として起こることもある。妊娠中のアップレギュレーションの例として、子宮内の細胞がオキシトシンに対してより敏感になるホルモンが挙げられる。

## 例：インスリン受容体のダウンレギュレーション
インスリンホルモンの血中濃度の上昇は、関連する受容体のダウンレギュレーションを引き起こす。インスリンが細胞表面のその受容体に結合すると、ホルモン受容体複合体はエンドサイトーシスを受け、その後、細胞内のリソソーム酵素によって攻撃される。インスリン分子が内在化することで、ホルモンが分解され、細胞表面に結合できる部位の数が調節される。高い血漿中濃度では、ホルモン結合の増加により受容体の内在化と分解が促進され、インスリンの表面受容体の数が徐々に減少する。小胞体内での新しい受容体の合成速度および細胞膜へのそれらの挿入は、その破壊速度に追いつかない。時間の経過とともに、インスリンに対する標的細胞の受容体が自己誘発的に失われ、ホルモン濃度の上昇に対する標的細胞の感受性を低下させる。
このプロセスは、2型糖尿病患者の標的細胞（たとえば肝細胞）上のインスリン受容体部位によって説明される。太りすぎの人の血糖値が上昇すると、膵臓のβ細胞（ランゲルハンス島）は、需要に応じて血液を恒常的なレベルに戻すために、通常よりも多くのインスリンを分泌する必要がある。血中インスリン濃度がほぼ一定に上昇するのは、血糖値の上昇に合わせようとする試みの結果であり、これにより肝細胞の受容体部位がダウンレギュレーションを起こしてインスリン受容体数を減少させ、このホルモンに対する感受性が低下することでインスリン抵抗性が増大する。また、インスリンに対する肝臓の感度も低下する。このことは、血糖値が上昇している場合でも、肝臓で糖新生が続いていることで見られる。これは、より一般的なインスリン抵抗性のプロセスで、成人型糖尿病につながる。
別の例は、腎臓がアルギニンバソプレッシンに対して非感受性になる尿崩症に見られる。

## 薬物依存症におけるダウンレギュレーションとアップレギュレーション
家族ベース、養子縁組、および双子を対象とした研究により、物質乱用による依存症に対する脆弱性には強い（50％）遺伝的要素があることが示されている。
特に遺伝的に脆弱な人は、青年期または成人期に乱用薬物に反復暴露されると、エピジェネティックな変化を通じて特定の遺伝子およびマイクロRNAの発現を永続的にダウンレギュレーションまたはアップレギュレーションさせることで依存症を引き起こす。このようなダウンレギュレーションまたはアップレギュレーションは、側坐核などの脳の報酬領域で起こることが示されている。(たとえば、コカイン中毒のエピジェネティクスを参照)。

## 癌におけるダウンレギュレーションとアップレギュレーション
癌の根本的な原因はDNAの損傷であると考えられている。正確なDNA修復が不十分な場合、DNA損傷が蓄積する傾向がある。修復されていないDNA損傷は、エラーを起こしがちな損傷乗り越え合成により、DNA複製中の突然変異エラーを増加させることがある。DNA損傷はまた、DNA修復時のエラーにより、エピジェネティックな変化を増加させる。このような突然変異とエピジェネティックな変化は、癌を引き起こす可能性がある（悪性新生物を参照）。従って、修復されたDNA遺伝子のエピジェネティックなダウンレギュレーションまたはアップレギュレーションが、癌への進行の中心となると考えられる。
癌における転写の調節に記載されているように、DNA修復遺伝子MGMTのエピジェネティックなダウンレギュレーションは、膀胱癌の93%、胃癌の88%、甲状腺癌の74%、結腸直腸癌の40～90%、脳腫瘍の50%で見られる。同様に、LIG4のエピジェネティックなダウンレギュレーションは結腸直腸癌の82%に、NEIL1のエピジェネティックなダウンレギュレーションは頭頸部癌の62%と非小細胞肺癌の42%で見られる。
DNA修復遺伝子PARP1およびFEN1のエピジェネティックなアップレギュレーションは、多くの癌で見られる（癌における転写の調節を参照）。PARP1 とFEN1 は、エラーを起こしやすく変異原性のあるDNA修復経路のマイクロホモロジー媒介末端結合の必須遺伝子である。この経路がアップレギュレーションすると、それが引き起こす過剰な突然変異は癌につながる可能性がある。PARP1 は、チロシンキナーゼ活性化白血病、神経芽腫、精巣腫瘍などの胚細胞性腫瘍、ユーイング肉腫などで過剰に発現している。FEN1 は、乳癌、前立腺癌、胃癌、神経芽腫、膵臓癌、肺癌などの大部分でアップレギュレートしている。

## 参照項目
- 遺伝子発現の調節
- 脱感作  (英語版の脱感作 (医学))
- 嗜癖  (英語版の嗜癖)
- コカイン

## 文献
- Sherwood, L. (2004). Human Physiology From Cells to Systems, 5th Ed (p. 680). Belmont, CA: Brooks/Cole-Thomson Learning
- Wilmore, J., Costill, D. (2004). Physiology of Sport and Exercise, 3rd Ed (p. 164). Champaign, IL: Human Kinetics